# Diplodus cervinus
Espèce
Statut de conservation UICN

 LC  : Préoccupation mineure
Diplodus cervinus, communément nommé sar tambour ou sar à grosses lèvres, est une espèce de poissons osseux de la famille des sparidés.

## Description

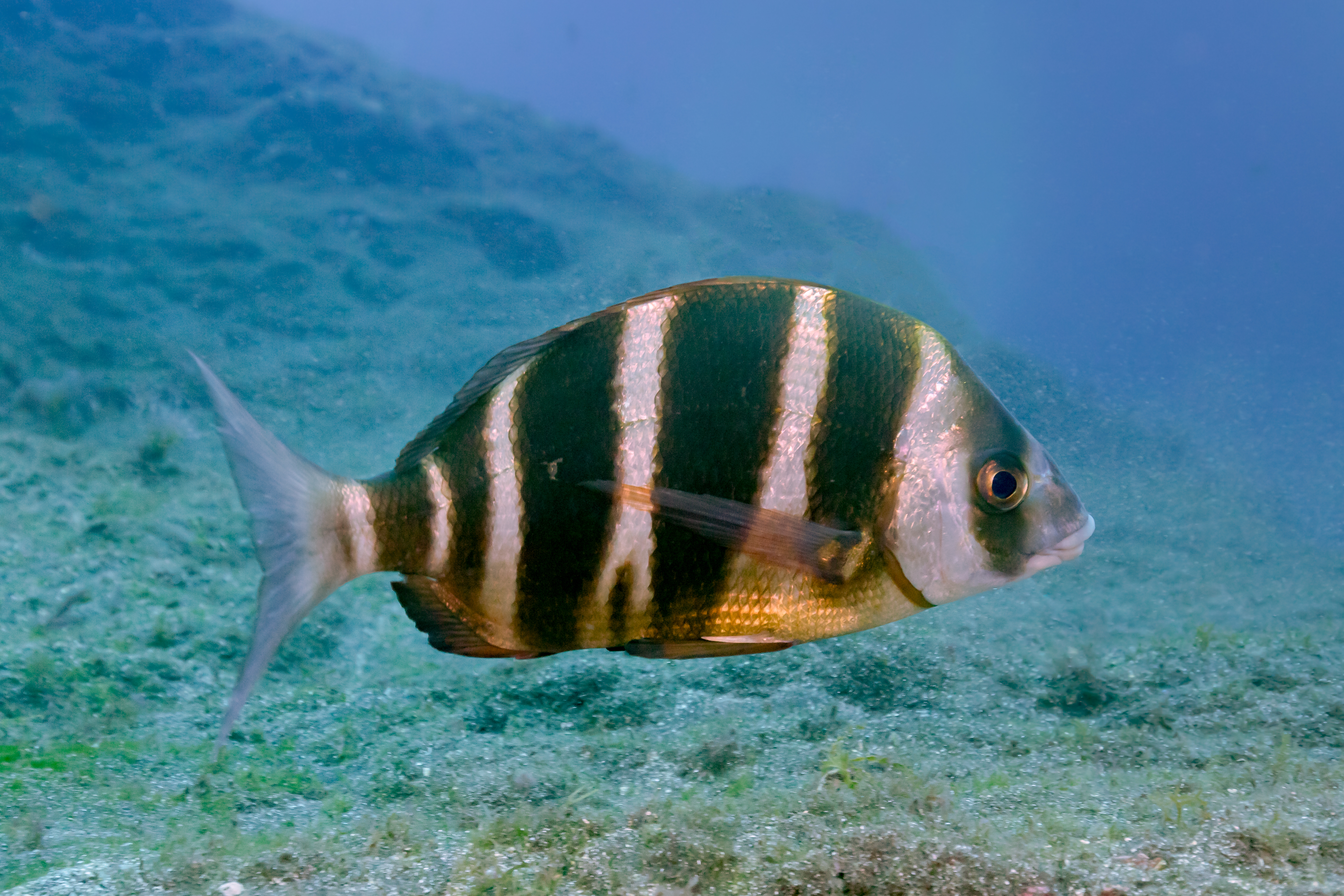
Diplodus cervinus, au large de Tenerife, Espagne. Janvier 2022.

Le sar tambour possède un corps haut et compressé latéralement ainsi qu'un museau avancé muni de lèvres épaisses. C'est un poisson de taille moyenne pouvant atteindre 55 cm de long maximum mais sa taille moyenne est en général autour de 35 cm. Sa  teinte de fond est argentée avec des bandes verticales sombres dont les cinq premières parcourent le corps du pédoncule caudal à la hauteur des nageoires pectorales, une autre bande caractéristique parcourt l'espace entre les yeux tout en les traversant.

## Distribution & habitat
Le sar tambour se rencontre dans l'Océan Atlantique oriental du Golfe de Gascogne à l'Afrique du Sud ainsi qu'en Mer Méditerranée. Juvénile, il recherche des zones de vie peu profondes et abritées comme des espaces rocheux, digues de port, herbiers... Adulte, il fréquente les pentes rocheuses et les épaves.

## Biologie
Selon la pression de pêche qu'il subit sur son lieu de vie, il vit soit en solitaire soit en petits groupes de cinq à une dizaine d'individus.
Le sar tambour est un carnivore dont le régime alimentaire se compose essentiellement d'aliments ayant un mode de vie benthique comme des oursins, des vers, des crustacés et des coquillages bivalves.

## Liste des sous-espèces
Selon World Register of Marine Species (11 juin 2012) :
- sous-espèce Diplodus cervinus cervinus (Lowe, 1838)
- sous-espèce Diplodus cervinus hottentotus (Smith, 1844)
- sous-espèce Diplodus cervinus omanensis Bauchot & Bianchi, 1984